# Joey DeFrancesco
Joey DeFrancesco, né le 10 avril 1971 à Springfield Township (Pennsylvanie) et mort le 25 août 2022, est un organiste mais également trompettiste, saxophoniste et chanteur de jazz américain.
Il a sorti plus de trente albums parmi lesquels deux préstigieux enregistrements avec Miles Davis et Jimmy Smith.
DeFrancesco a signé son premier contrat d'enregistrement à l'âge de seulement seize ans et a joué à l'international avec des musiciens tels que David Sanborn, Arturo Sandoval, Larry Coryell, Frank Wess, John McLaughlin, Benny Golson, James Moody, Steve Gadd, Danny Gatton, Elvin Jones, Jimmy Cobb, George Benson, Pat Martino, John Scofield, Joe Lovano. Il a également enregistré avec Ray Charles, Bette Midler et Van Morrison,,.

## Biographie

### Jeunesse
Joey DeFrancesco est né en 1971 à Springfield (Pennsylvanie). Il est né dans une famille de musiciens qui comprend trois générations de musiciens de jazz.
Il porte le nom de son grand-père paternel, Joseph DeFrancesco, un musicien de jazz qui jouait du saxophone et de la clarinette.
Son père, "Papa" John DeFrancesco, fut comme lui un organiste ayant joué au niveau national et ayant reçu le Living Legend Award de l'Oklahoma Jazz Hall of Fame en 2013.
DeFrancesco a commencé à jouer de l'orgue à l'âge de quatre ans, et jouait textuellement des chansons de Jimmy Smith à l'âge de cinq ans. Son père John a commencé à l'emmener à des concerts dès l'âge de cinq ans, le laissant s'asseoir sur les plateaux.
À l'âge de dix ans, Joey DeFrancesco a rejoint un groupe à Philadelphie qui comprenait des musiciens de jazz Hank Mobley et Philly Joe Jones. Il était considéré comme un incontournable des clubs de jazz locaux, ouvrant des spectacles pour Wynton Marsalis et B. B. King.
Joey DeFrancesco a fréquenté la Philadelphia High School for the Creative and Performing Arts.
Au cours des années de lycée, Joey DeFrancesco a remporté de nombreux prix, dont la bourse McCoy Tyner de la Philadelphia Jazz Society. Il a été finaliste du premier concours international de piano jazz Thelonious Monk.

### Carrière
Joey DeFrancesco avait seize ans lorsqu'il a signé un contrat d'enregistrement exclusif avec Columbia Records. L'année suivante, il sort son premier disque, intitulé All of Me. Sa performance sur All of Me a été considérée comme ayant contribué à ramener l'orgue à la musique jazz dans les années 1980. Cette même année, DeFrancesco rejoint Miles Davis et son groupe pour une tournée de concerts de cinq semaines en Europe. Il a ensuite joué du clavier sur l'album Amandla de Davis, qui a atteint la première place du palmarès des albums de jazz contemporain en 1989. DeFrancesco a commencé à jouer de la trompette à peu près au même moment, inspiré par le son de Davis. DeFrancesco a été repéré à l'origine par Davis lors d'une performance dans l'émission télévisée Time Out. Il se produisait sur le plateau avec son camarade de classe Christian McBride lorsque Miles Davis a demandé à l'animateur de l'émission, "quel est le nom de votre joueur d'orgue", faisant référence à DeFrancesco. Le contrat d'enregistrement de DeFrancesco avec Columbia comprenait la sortie de 5 albums. En plus de All of Me, il a sorti Where Were You en 1990, Part III en 1991, Reboppin en 1992 et Live at the 5 Spot en 1993.
Joey DeFrancesco a commencé à tourner avec son propre quatuor à l'âge de 18 ans. Au début des années 1990, il commence à collaborer avec John McLaughlin, ancien guitariste de Miles Davis et Mahavishnu. À vingt-deux ans, il devient membre fondateur du groupe The Free Spirits, aux côtés de McLaughlin et du batteur Dennis Chambers. Il tourne avec le groupe pendant quatre ans et fait partie de plusieurs enregistrements, dont les albums Tokyo Live et After the Rain. DeFrancesco est également crédité d'avoir joué de la trompette sur l'album Tokyo Live.

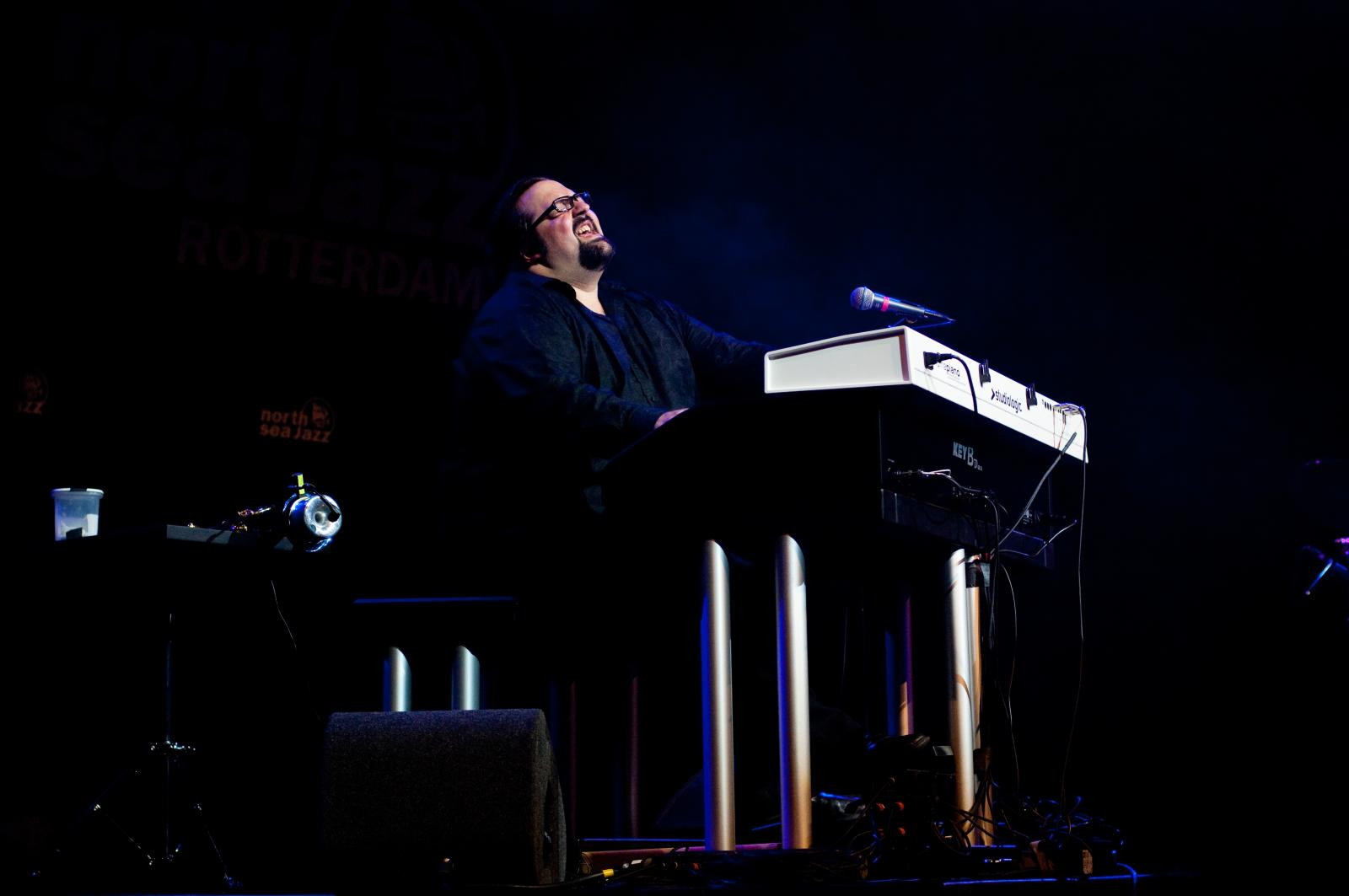
Joey DeFrancesco jouant au North Sea Jazz Festival à Rotterdam en 2010.

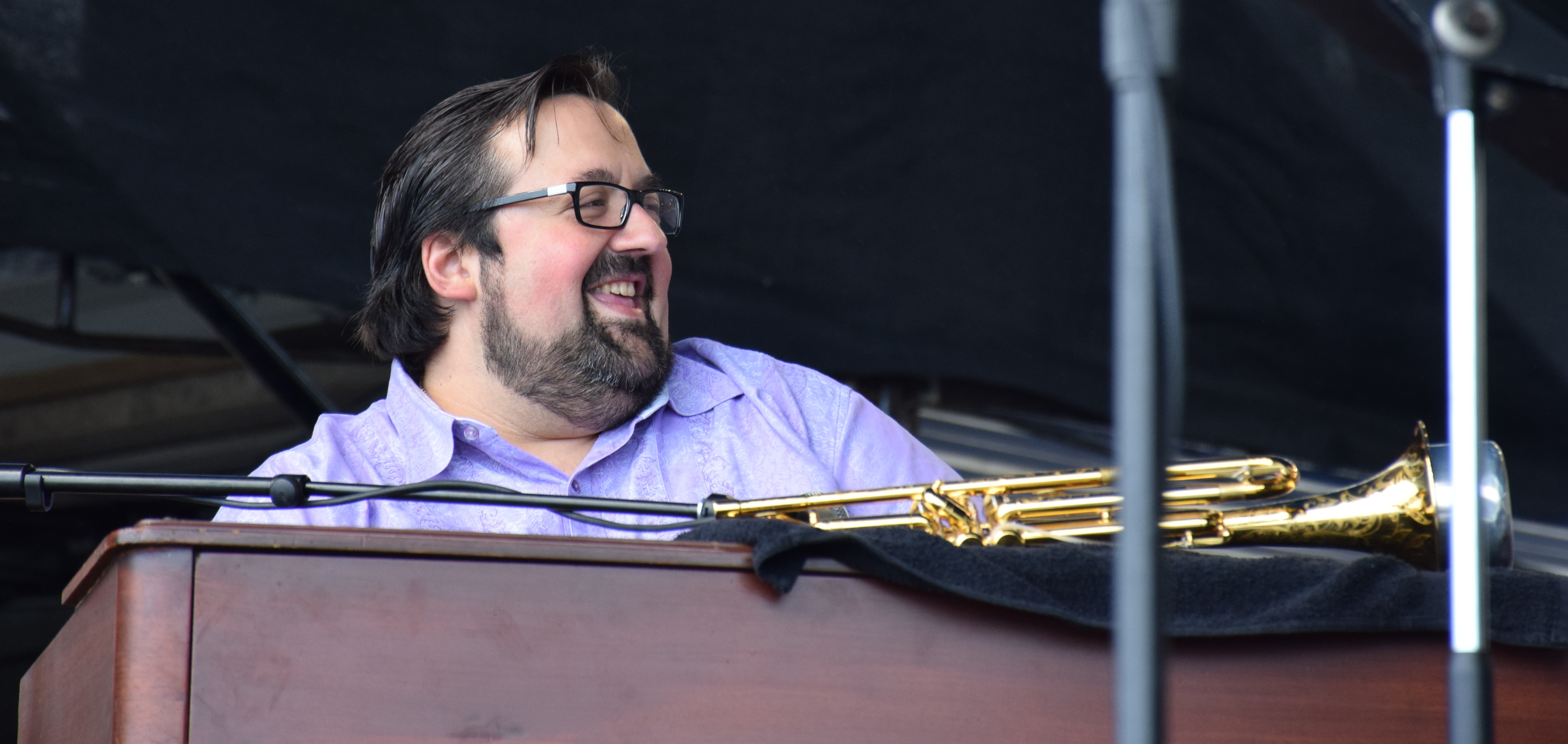
Joey DeFrancesco au Newport Jazz Festival en 2014.

En 1999, DeFrancesco enregistre son album Incredible! Live au Festival de Jazz de San Francisco. L'album comportait une performance de son idole Jimmy Smith, qui a rejoint DeFrancesco pour deux chansons. En 2004, DeFrancesco enregistre Legacy, un album qui met également en vedette Jimmy Smith. L'album était le dernier enregistrement de Smith ; il est mort la même année.
DeFrancesco a été nommé pour un Grammy Award en 2004 pour son disque Falling in Love Again . La carrière de DeFrancesco a légèrement changé en 2009 avec le film Moonlight Serenade, mettant en vedette Amy Adams et Alec Newman. Il a joué le rôle de "Frank D" dans le film et a également été crédité en tant que compositeur et producteur du film. DeFrancesco a été nommé pour un autre Grammy Award en 2011 pour le meilleur album de jazz contemporain pour Never Can Say Goodbye: The Music of Michael Jackson. L'enregistrement est sorti en 2010 en hommage à Michael Jackson, un autre album hommage à DeFrancesco. DeFranccesco a également eu 40 ans en 2011, célébrant la sortie de son 29e enregistrement intitulé 40, qui a eu du succès à la fois sur les charts de jazz au pays et en Europe.
Le style de musique de DeFrancesco a été qualifié de son swing de Philadelphie qu'il "embellit avec sa propre férocité et son improvisation". Il a joué plus de 200 nuits par an tout au long de sa carrière, un exploit qu'il a réduit à partir de 2013. Il a reçu de nombreuses distinctions pour ses performances, notamment en étant qualifié de meilleur joueur de B3 de la planète par JazzTimes.
Le New York Times a décrit DeFrancesco comme un « musicien qui fait autorité, maître du groove rythmique et de l’art d’insérer des lignes de basse percutantes sous les accords et les riffs. ».
DeFrancesco a également été impliqué dans la conception de produits et les avenants liés à la technologie des orgues numériques aux États-Unis et à l'étranger.

### Famille
En plus de son père et de son grand-père, le frère de Joey DeFrancesco, Johnny, est également musicien.

## Récompenses et honneurs
En plus des nominations aux Grammy Awards en 2004, 2010 et 2020, Joey DeFrancesco est neuf fois lauréat du DownBeat Critics Poll (orgue) et remporte le Down Beat Readers Poll chaque année depuis 2005. Il a remporté plusieurs prix JazzTimes. DeFrancesco est un membre inaugural du Hammond Hall of Fame, intronisé en 2013 avec d'autres musiciens dont Brian Auger, Billy Preston, Steve Winwood et son mentor Jimmy Smith.

## Discographie
La discographie de Joey DeFrancesco se compose d'albums sortis sur Columbia, Muse, Highnote, Big Mo Records, Concord Jazz, Doodlin' Records et Mack Avenue.